# 古溪天主堂
古溪天主堂，位于中国汕头市潮南区两英镇古溪居委会，为法国巴黎外方传教会韦希圣神父于清光绪八年（1882年）创建。到宣统二年（1910年）又进行扩建，并成立时为潮阳县的两个堂区之一--两英古溪堂区，属汕头教区管辖。其范围有仙城、白坟、许厝乡、铜盂、潮下、萧渡、司马浦、沟头、陈店、湖西、贵屿、南阳、玉窖及谷饶等10多个村落。民国27年（1938年）由王致中神父接任本堂事务，后由庄严神父接任至中华人民共和国成立。 

## 结构
古溪天主堂的新旧教堂为法国式，唯神父楼、钟楼、姑娘堂等建筑为中西合璧式，面积约1300平方米。